# 赖德胜
赖德胜，北京师范大学经济与工商管理学院教授，长期从事劳动经济学、教育经济学、发展经济学等领域的研究工作。

## 生平
赖德胜教授于1988年和1991年分别获得北京师范大学经济系经济学学士和硕士学位，1997年在中国社会科学院研究生院获得经济学博士学位。自1991年起，在北京师范大学任教。

## 荣誉与奖励
- 享受中国国务院政府特殊津贴
- 2004年入选中华人民共和国教育部新世纪优秀人才支持计划
- 2012年入选中华人民共和国教育部长江学者特聘教授
- 2013年入选“百千万人才工程”国家级人选
- 2018年入选中国国家“万人计划”哲学社会科学领军人才